# Sword of the Samurai (jeu vidéo, 2002)
Pour le jeu vidéo de 1989, voir Sword of the Samurai (jeu vidéo, 1989).
Sword of the Samurai (Kengo 2: Legacy of the Blade) est un jeu vidéo de combat développé et édité par Genki, sorti en 2002 sur PlayStation 2.

## Accueil
- Famitsu : 30/40[1]
- Jeux vidéo Magazine : 14/20[2]